# Anne Hurley
Anne Hurley, coniugata McGrath (Toronto, 22 marzo 1951), è un'ex cestista canadese.

## Carriera
Con il Canada ha disputato i Giochi olimpici di Montréal 1976.